# سیارک ۱۶۵۰
سیارک ۱۶۵۰ (به انگلیسی: 1650 Heckmann، نامگذاری:1937TG) هزار و ششصد و پنجاهمین سیارک کشف شده‌است که در ۱۱ اکتبر ۱۹۳۷ و در هایدلبرگ کشف شد.
قدر مطلق سیارک برابر ۱۱٫۵۶ است.